# Мадонна Кастельфранко
Мадонна Кастельфранко, Алтарь Кастельфранко (итал. Madonna da Castelfranco, Madonna col Bambino tra San Francesco e San Liberale, La Pala di Castelfranco) — единственная абсолютно бесспорная картина кисти живописца венецианской школы Джорджоне да Кастельфранко. Это единственная алтарная картина, созданная выдающимся венецианцем для капеллы знатной семьи Костанцо кафедрального Собора Санта-Мария-Ассунта и Либерале в Кастельфранко-Венето, родном городе художника. Полное название картины — «Мадонна на троне с Младенцем и святыми Либералием и Франциском».

## История создания картины
Картина написана по заказу кондотьера Туцио Костанцо (Tuzio Costanzo), сына вице-короля Кипра, члена Мальтийского ордена, в память о сыне Маттео, который умер от лихорадки в Равенне в 1499 году в возрасте 23 лет на службе Венецианской республики. Туцио также заказал строительство семейной капеллы в городской церкви для надгробных памятников Маттео и себе, вначале располагавшихся вдоль стен по обе стороны от картины. В последующие годы церковь была снесена, а на её месте в 1724 году был построен Кафедральный собор. В новом здании справа от пресбитерия располагается небольшая капелла, в алтаре которой находится картина, а непосредственно под ней — захоронение Маттео с мемориальным рельефом на надгробной плите. Герб Костанцо изображён на картине у подножия трона Мадонны.
8 декабря 1972 года картина была украдена из собора. Найдена примерно через три недели в заброшенном доме, вероятно, после уплаты выкупа. Картину многократно «поновляли» неопытной рукой. После повторного открытия она была тщательно отреставрирована в 2002—2003 годах в мастерских Венецианской академии и представлена на выставке «Чудеса искусства» (Le maraviglie dell’arte — по оригинальному названию знаменитой книги Карло Ридольфи), а затем, в декабре 2005 года, была возвращена в Собор Кастельфранко.
Британская энциклопедия называет «Мадонну из Кастельфранко» самым прославленным произведением Джорджоне на религиозную тему.
П. П. Муратов видел ещё неотреставрированную картину в начале XX века, что побудило его дать ей нелестную оценку:

[Мы] спешим, благоговея заранее, переступить порог Дуомо. На алтаре нас ждет подлиннейшее произведение Джорджоне, единственное, в котором не решился усомниться ни один из историков и критиков, знакомое давно по бесчисленным фотографиям, запечатлевшим во всех деталях этот исключительно достоверный отправной пункт стольких исследований и книг, посвященных загадочному художнику. И тот, кто умеет сохранить свободу суждения от «литературных галлюцинаций», не станет скрывать некоторого разочарования, неожиданного и не совсем легко объяснимого, которое вызывает в нём Мадонна ди Кастельфранко... Есть нечто в размерах этого алтарного образа, что невыгодно отличает его одинаково от больших торжественных венецианских алтарей и от интимных и малых мадонн школы Беллини. Кастельфранкский образ нерешителен в основных своих пропорциях, и, быть может, не в одном только этом. Если есть что-то от новаторства, от предвосхищения живописности венецианского чинквеченто в том, как написано окружение мадонны, есть вместе с тем здесь и как бы упорствование провинциальной робости и тишины. Кастельфранкский алтарь, впрочем, сильно потемнел, и пейзаж, составляющий такую важную его часть, сплошь переписан реставраторами

## Иконография и композиция

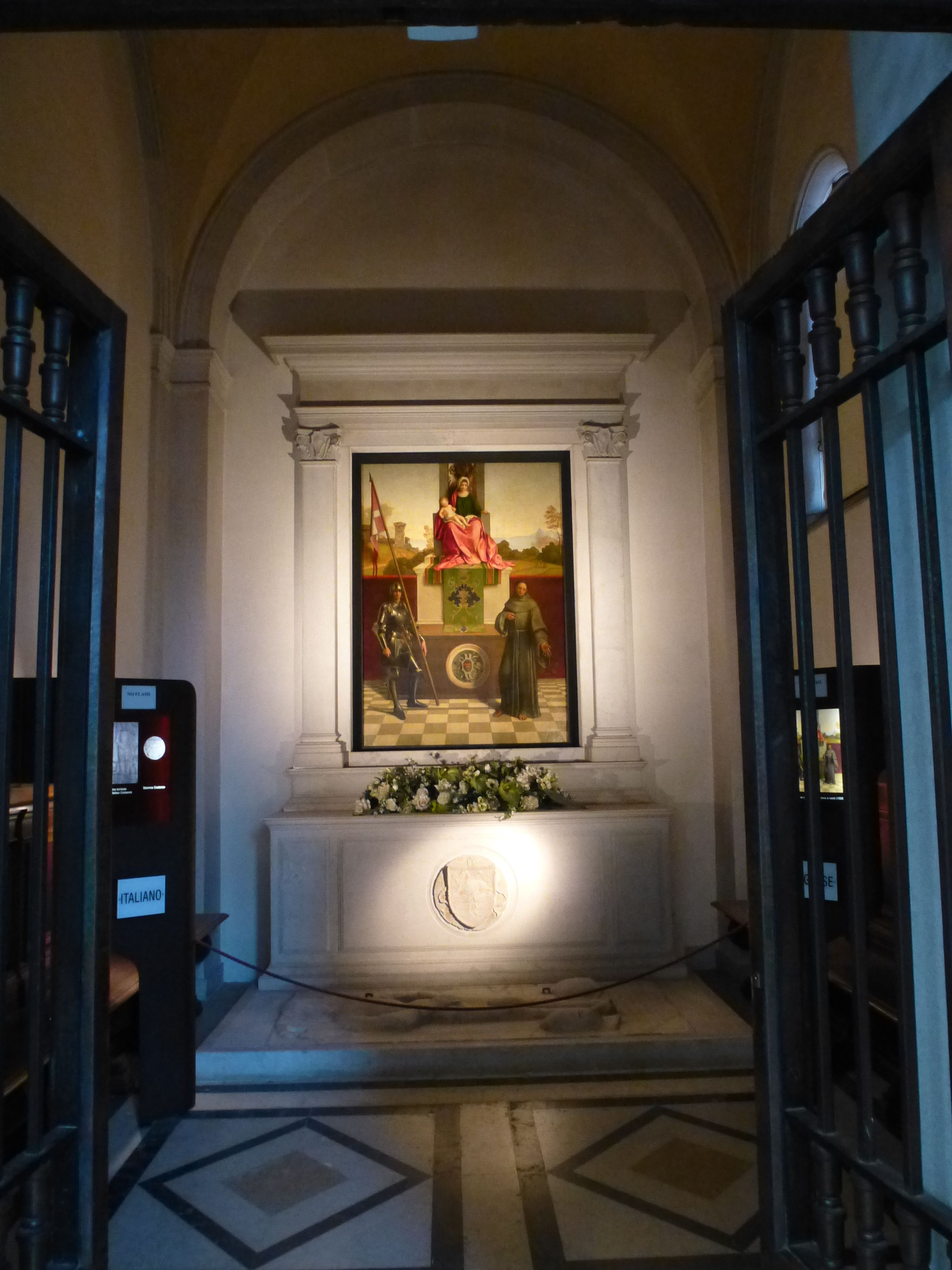
Картина Джорджоне в капелле Собора

Видевший алтарный образ в 1640 году историк венецианской живописи Карло Ридольфи так описал это произведение: «Джорджоне написал для Туцио Костанцо, кондотьера наёмников, образ Мадонны с Младенцем Христом для приходской церкви в Кастельфранко. Справа поместил св. Георгия, в котором изобразил себя, а слева — св. Франциска, в котором запечатлел черты одного из своих братьев и передал некоторые вещи в натуральной манере, показав доблесть рыцаря и сострадание блаженного святого».
Композиция картины относится к иконографическому типу «Святого собеседования» (лат. Sacra Conversazione) — «молчаливой беседы»: образа Мадонны в окружении святых. Однако композиция картины несколько отличается от традиционной иконографии: Мадонна на троне расположена высоко и в глубине картины. Примечательно отсутствие элементов церковной архитектуры, персонажи Святого собеседования изображены на фоне типичного «джорджониевского пейзажа», подчёркивающего общую меланхолическую задумчивость персонажей.
У ног Марии стоят святой Либералий, небесный покровитель Тревизо со знаменем мальтийских рыцарей и святой Франциск. Джорджоне почти в точности повторил фигуру Святого Франциска с алтаря церкви Сан Джоббе в Венеции (1487, Галерея Академии) своего учителя Джованни Беллини.
Главные фигуры вписаны в равносторонний «леонардовский» треугольник, что является характерным приёмом в живописи эпохи Высокого Возрождения. Однако Джорджоне создал необычную композицию, подчинённую не только симметрии боковых частей, но и соединяющую по вертикали два мира: верхний, неземной, в котором даже трон Мадонны кажется иллюзорным (сокращающимся в перспективе), и нижний, где на мраморном полу в шахматную клетку стоят святые. Пьедестал трона напоминает символическую гробницу, саркофаг (с гербом семьи Костанцо), что ещё раз подчёркивает сепулькральный характер (лат. sepulcrum — погребение) алтарного образа, чем и объясняется столь необычно резкое разделение картины на две части по горизонтали.
Существуют версии, согласно которым в облике святых изображены Маттео и его отец либо Франциск Ассизский (справа) и Никасий, либо Святой Георгий (слева). Однако атрибутом Георгия является знамя с красным крестом на белом фоне (на картине показан белый крест на красном фоне). За спиной воина в латах изображён вид крепости на озере Гарда, находящейся недалеко от города. Маттео и его брат Гросс Муцио были членами Мальтийского ордена, штандарт которого на многих изображениях несёт святой Никасий. Мученик Никасий, также принадлежавший к Мальтийскому ордену, умер в 1187 году. Его особенно почитали в Мессине, на родине Туцио Костанцо. В интимном и медитативном пространстве «Святого собеседования» два святых символизируют храбрость (Никасий) и благочестие (Франциск) и обращают свой взор к верному зрителю. Святой в доспехах и разрушенные башни города над ним рассказывают о войне, несущей боль и смерть.
Цветовое решение картины также имеет символический смысл. «Более светлый пейзажный зелёный сочетается с более светлым красным и тёмно-зеленым цветом одежды Марии (вместо традиционного синего), создавая пространственное единство интерьера и ландшафта. Красный бархатный занавес разделяет два уровня живописной композиции — пейзаж человеческой жизни, в который также входит Мария с Сыном Божиим, и сакральное пространство у подножия престола Марии. Мария и Младенец смотрят грустными и встревоженными на порфировый саркофаг. Линейно-перспективное строительное пространство раннего Возрождения здесь оставлено, но по-прежнему используется в перспективном расположении пола».
Справедлива оценка, согласно которой выдающееся произведение Джорджоне — не только алтарный образ, но также «надгробная элегия… мастера, открывшего нежность в живописи».

## Детали картины

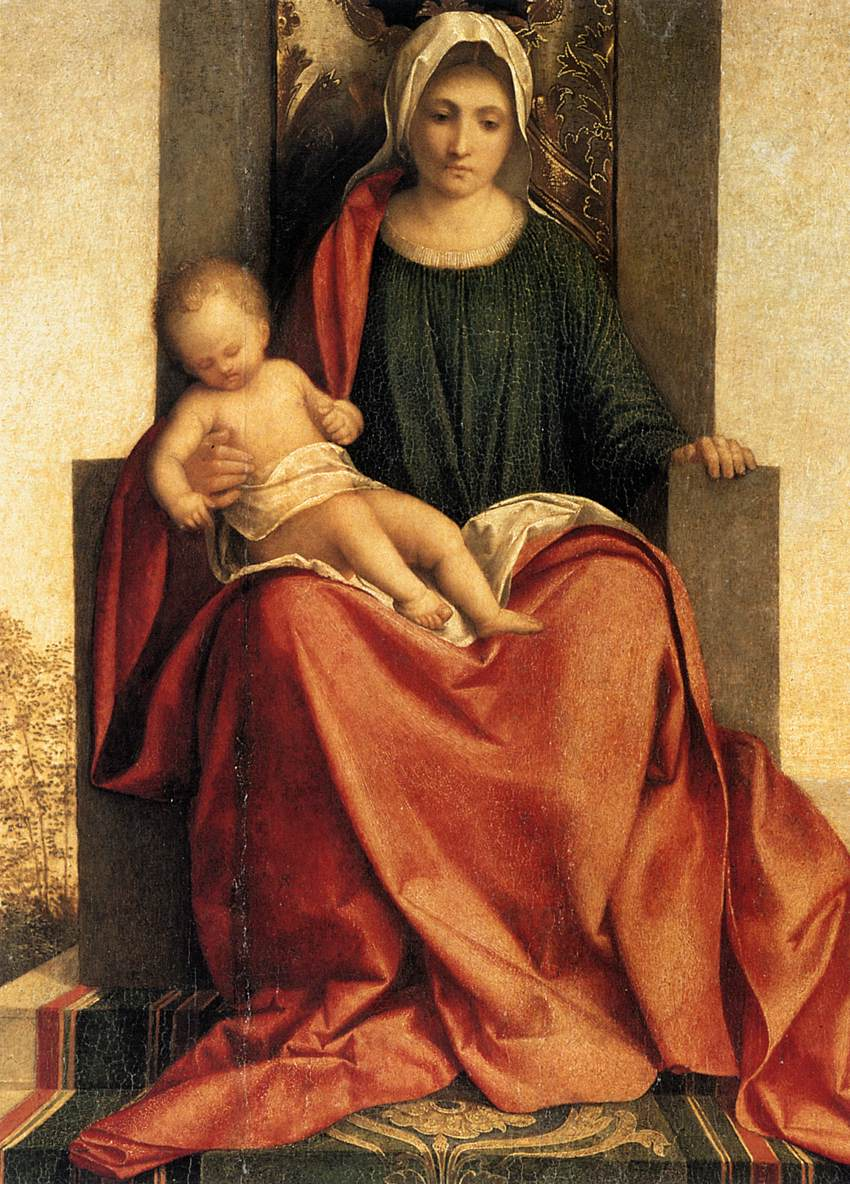
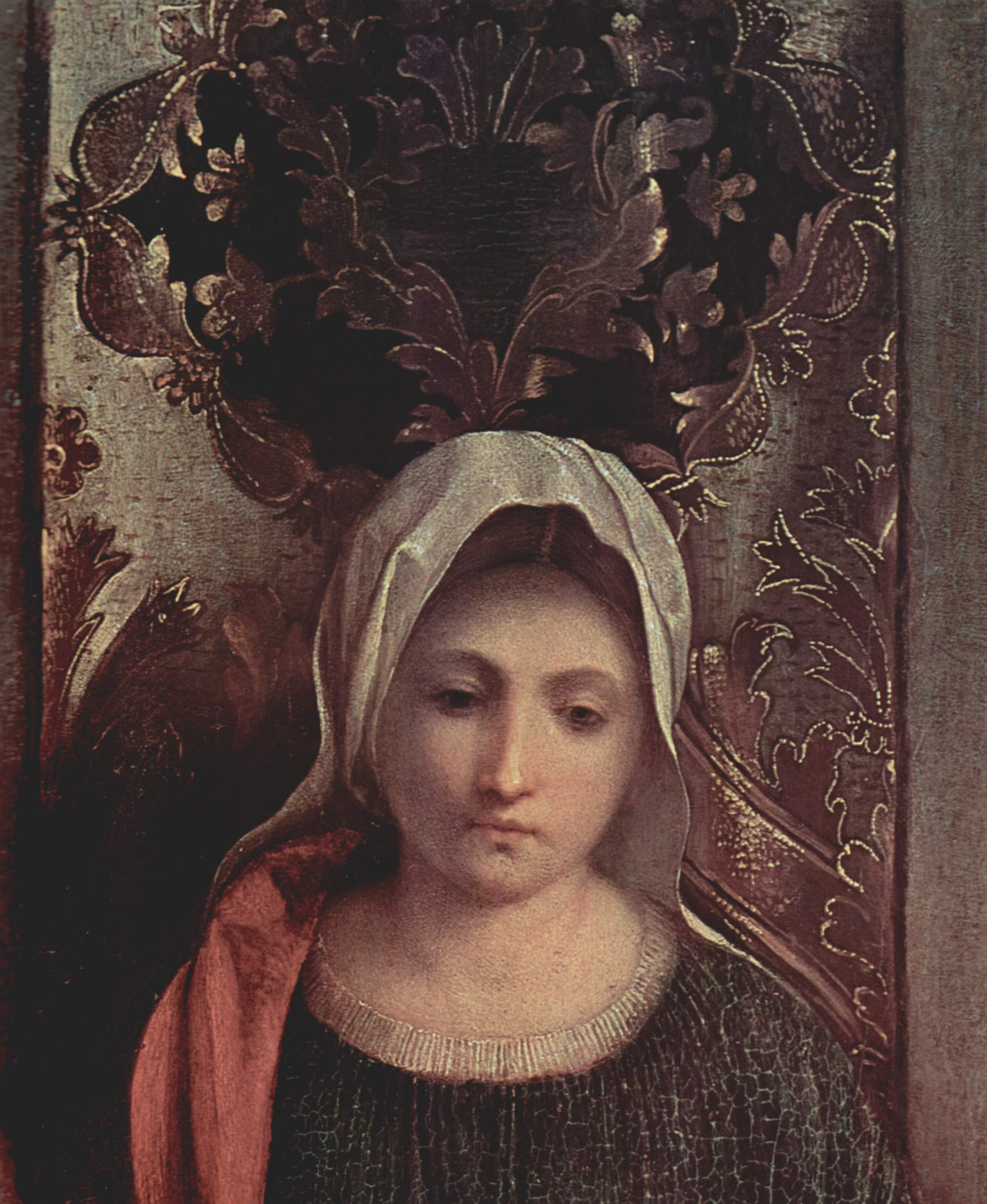
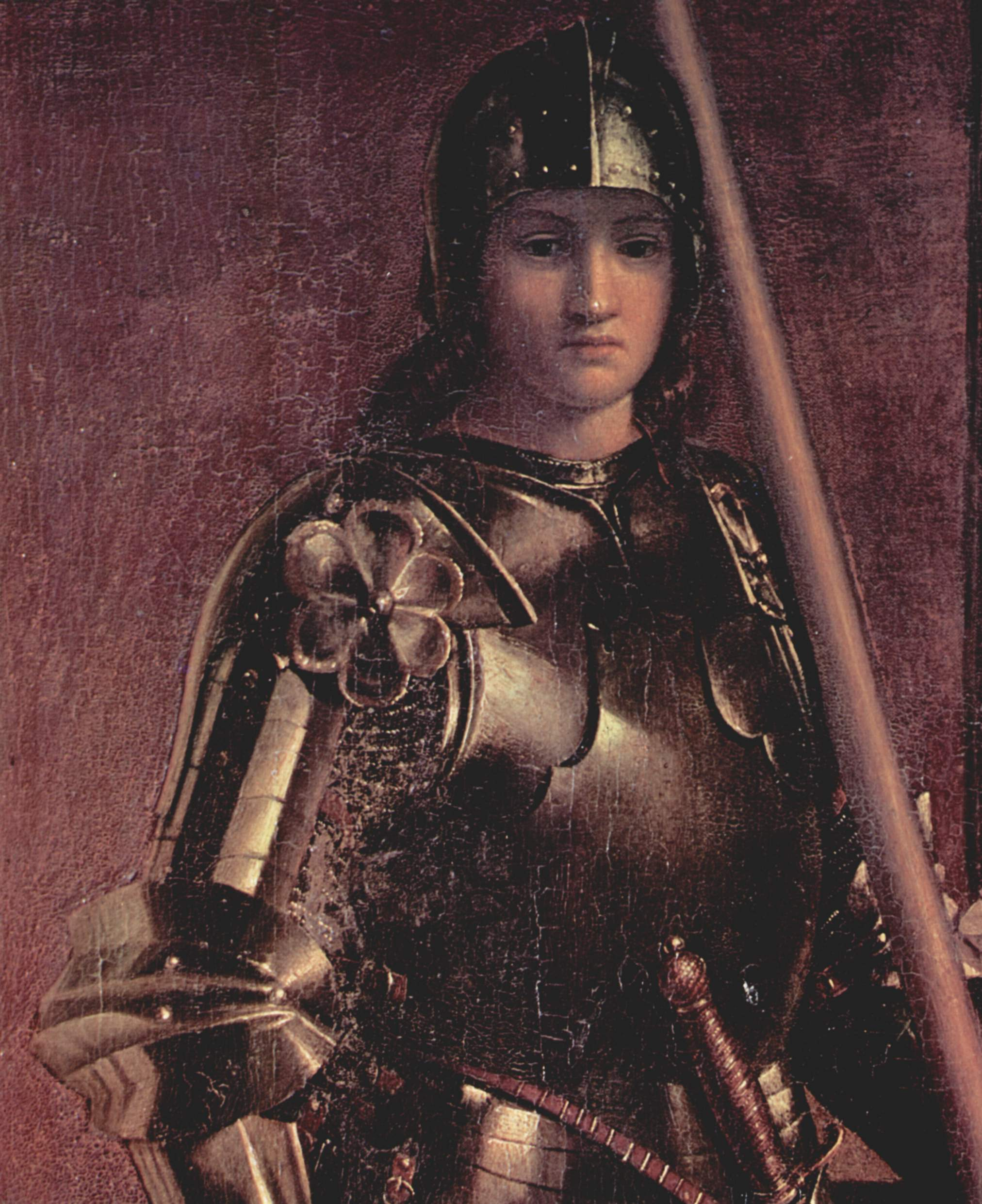
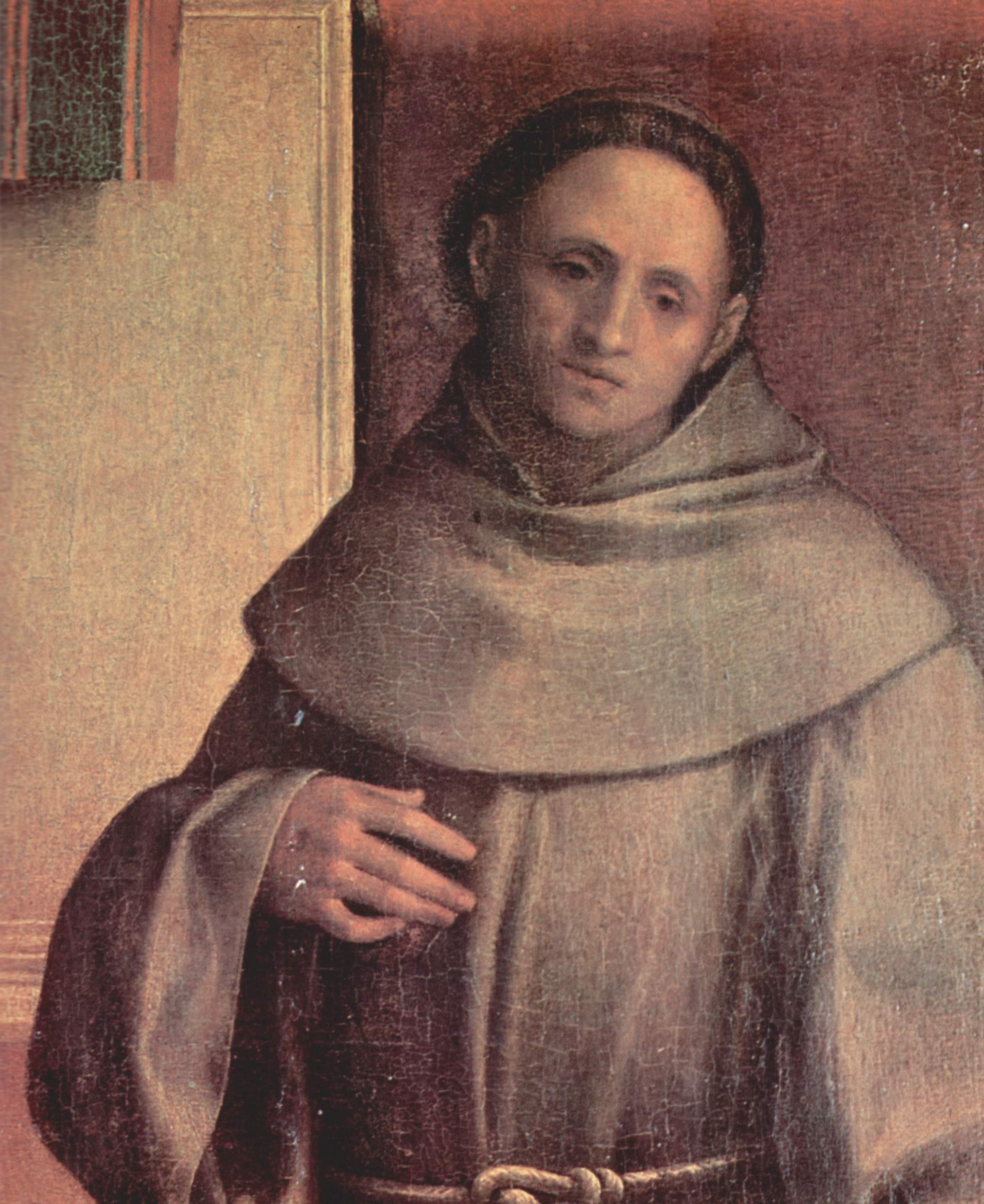
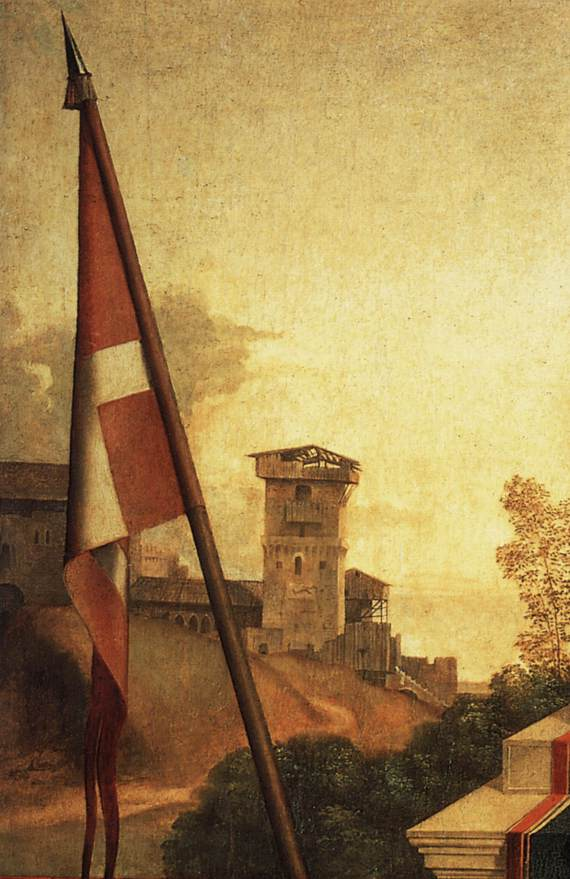